# 캐딜락 STS
캐딜락 STS(Cadillac STS)는 제너럴 모터스에서 캐딜락 브랜드로 2004년부터 2012년까지 생산한 후륜구동 및 4륜구동 방식의 준대형 세단이다.

## 전기형

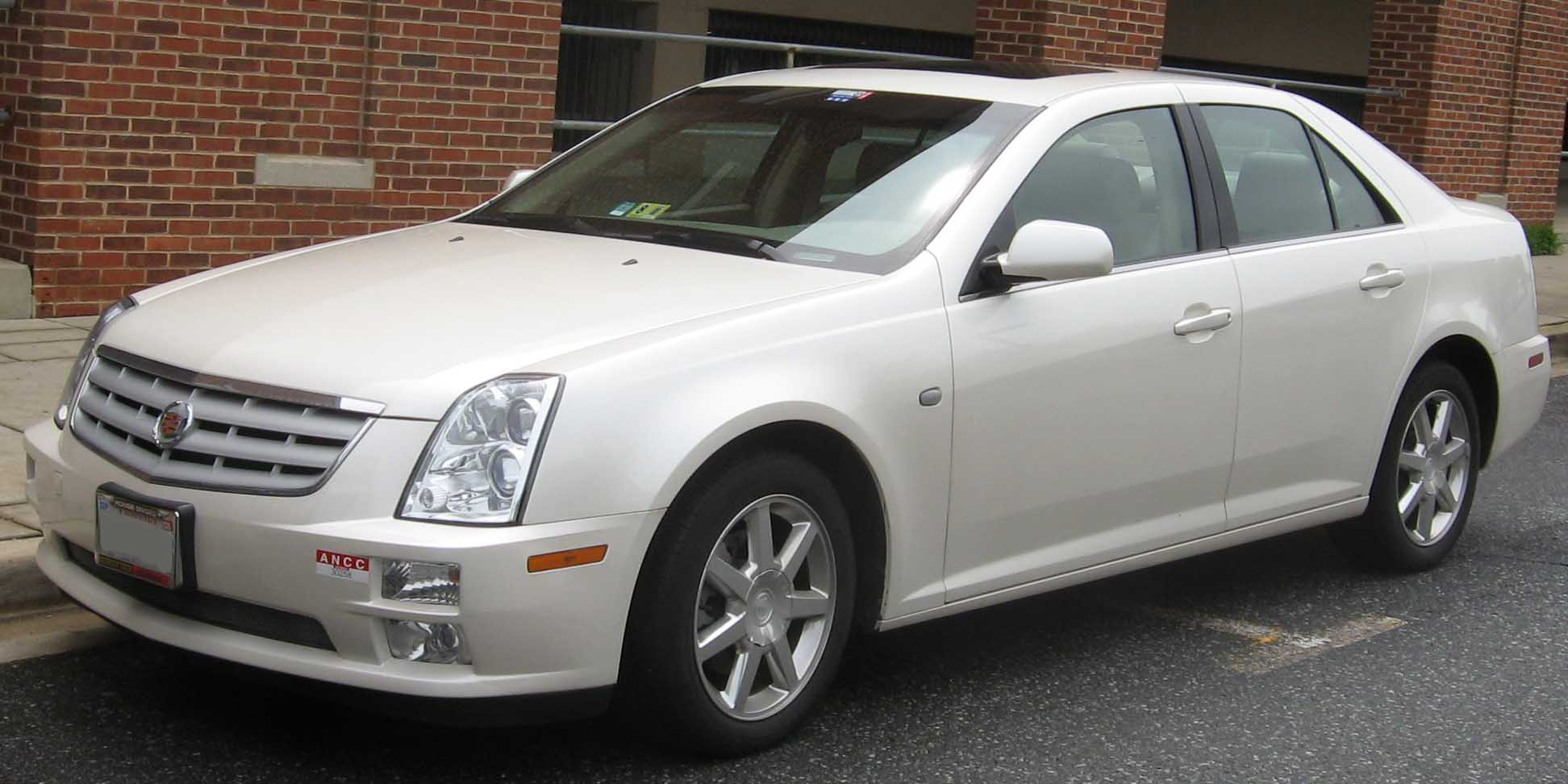
캐딜락 STS 정측면

2004년에 전륜구동을 방식으로 한 스빌의 후속 차종으로 출시되었다. CTS 1세대의 후륜구동 시그마 플랫폼을 공유하였으며, CTS 1세대보다 더 크고 고급스러운 세단을 선호하는 고객들을 타겟으로 삼았다. 역대 캐딜락 브랜드의 세단들 중 최초로 AWD 옵션이 선보였고, 제너럴 모터스가 자랑하는 마그네틱 라이드 컨트롤이 탑재되었다. 255마력 3.6 L 하이 피처 LY7 V6 및 320마력 4.6 L 노스스타 LH2 V8 엔진이 장착되었는데, 모두 가변 밸브 타이밍이 적용되었다. 전장은 5인치에서 196.3인치로 줄어들었지만 축거는 4인치가량 116.4인치 (2,957mm)로 늘어나 실내 공간이 넓어졌다. MP3 기능이 있는 300W짜리 보스 스테레오 시스템을 갖춘 HUD 시스템을 옵션으로 고를 수 있었다.

### STS-V

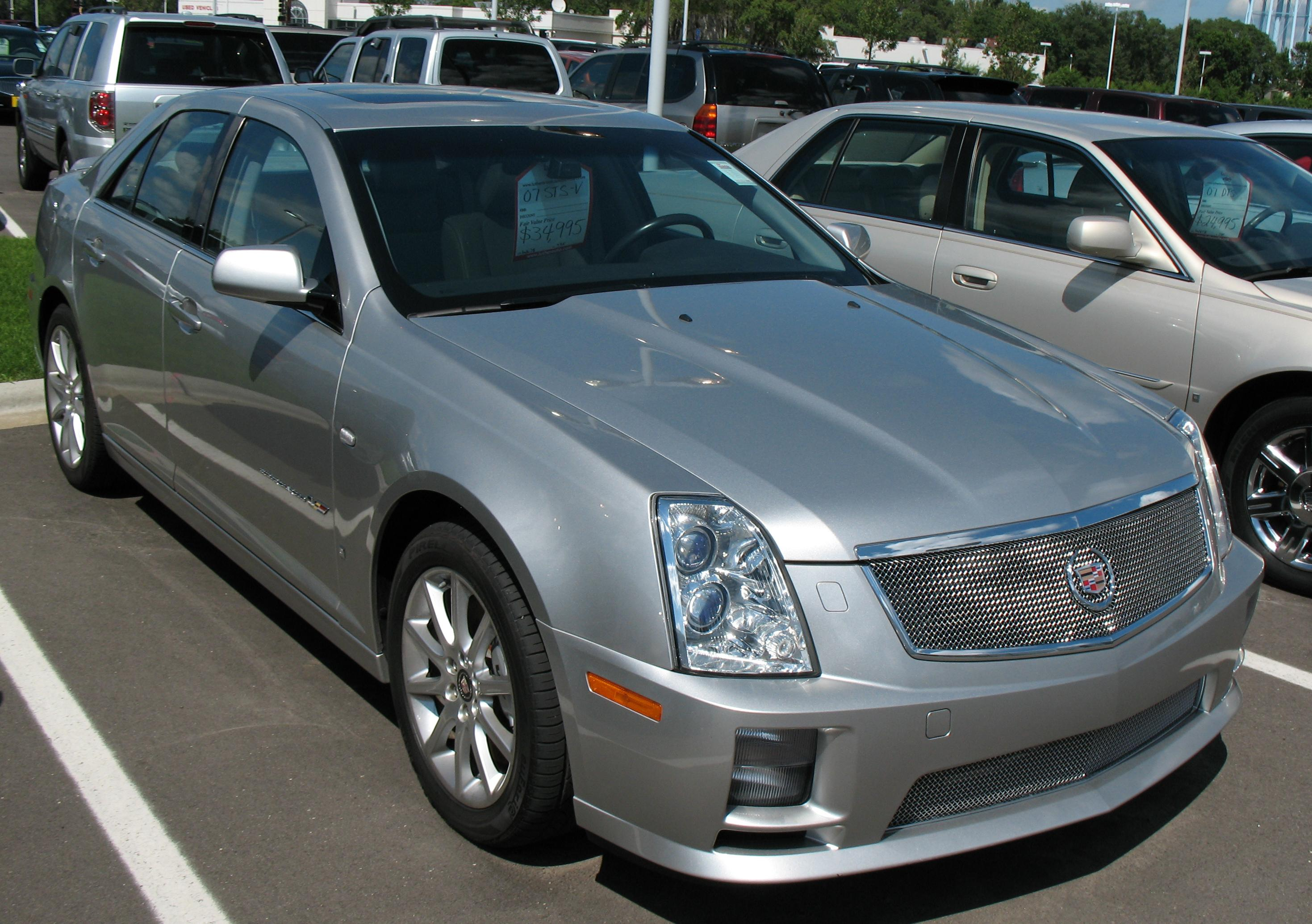
캐딜락 STS-V 정측면

2006년에는 고성능 사양인 STS-V도 나왔는데, LS6을 장착한 CTS-V 1세대와는 달리 노스스타 476마력 V8 4.4리터 가솔린 슈퍼차저 엔진이 장착되었다.

## 후기형

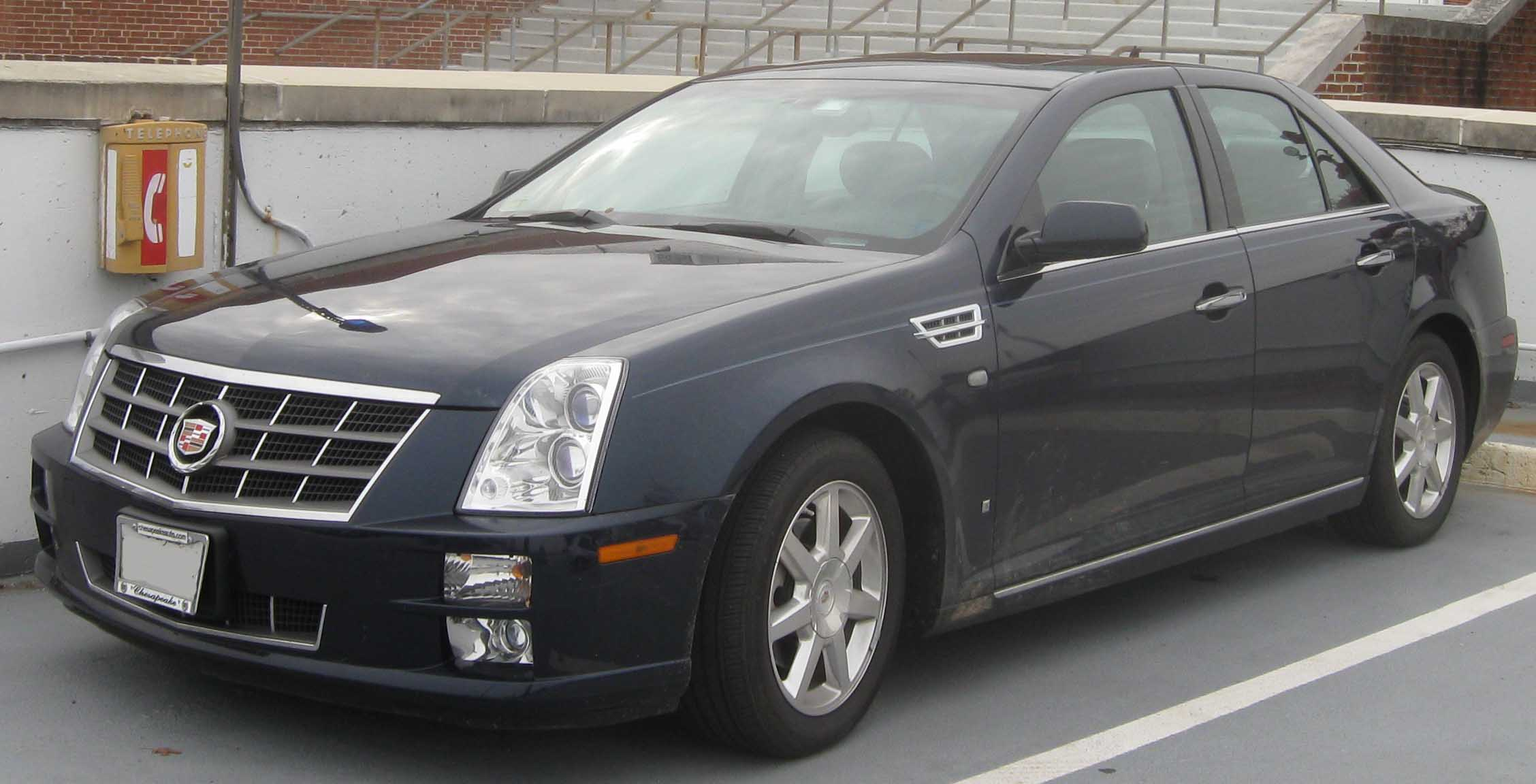
캐딜락 STS 정측면

2007년 4월에 뉴욕 국제 오토쇼를 통해 공개되었고, 2008년에 출시되었다. 전기형보다 전장이 10mm 길어진 것 말고는 변화의 큰 차이는 없으며, 2세대 CTS의 디자인과 유사한 패밀리 룩을 채택하였다. 인테리어는 새로운 소재와 운전대로 교체되었다. 표준 파워 트레인은 302마력 3.6L V6 엔진에 6단 자동 변속기랑 조합되었으며, 사각 지대 모니터링 시스템인 모빌아이에서 개발한 차선 이탈 경고 시스템과 스티어링 시스템을 올바르게 작동할 수 있는 제너럴 모터스의 스태비리트랙 안정성 제어 시스템의 개선을 포함하여 안전 기능을 개선하였다. 또한 전기형에서 V8 모델로 제한되었던 일부 옵션이 V6에서도 제공되었다. 판매 부진으로 2011년 5월 4일에 단종되었고, 2012년 5월에 STS와 DTS의 통합 후속 차종인 XTS가 출시되며 그 자리를 대체하게 되었다.

## SLS

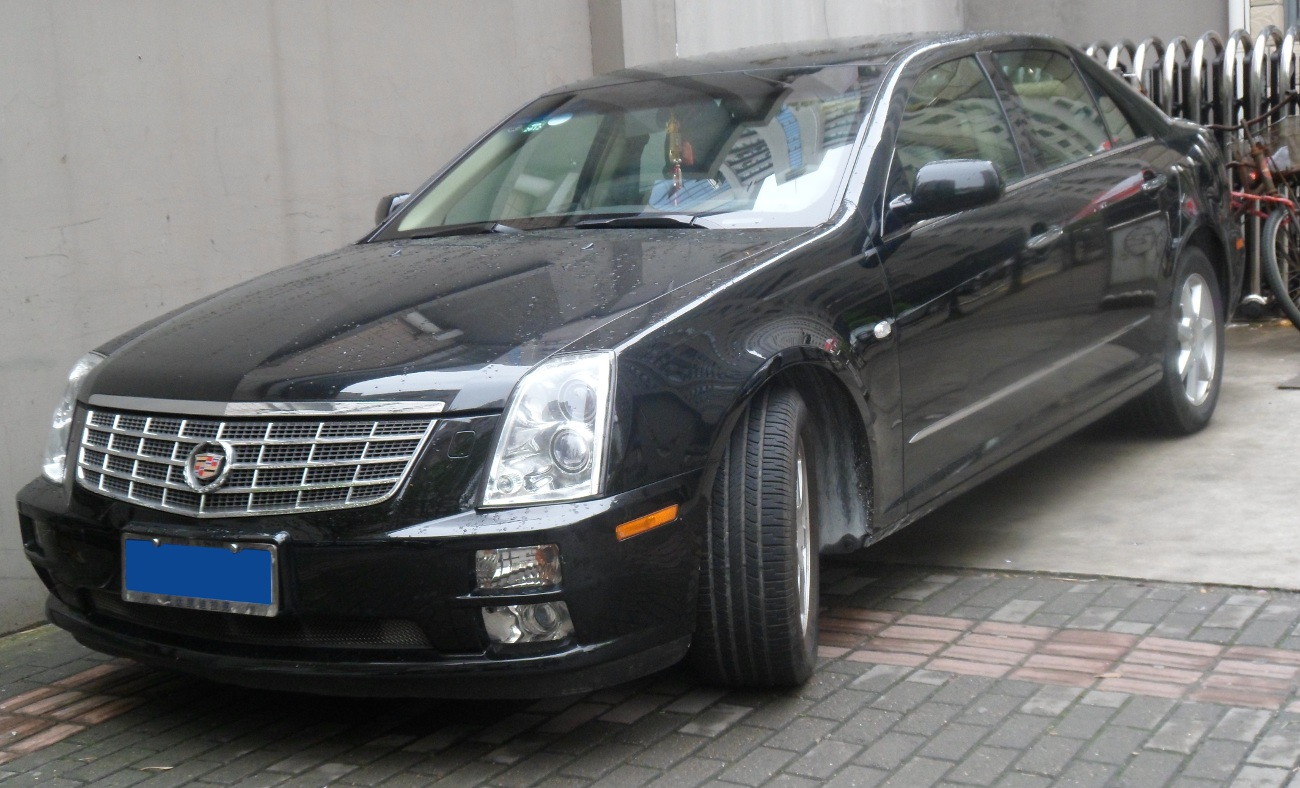
캐딜락 SLS(전기형) 정측면

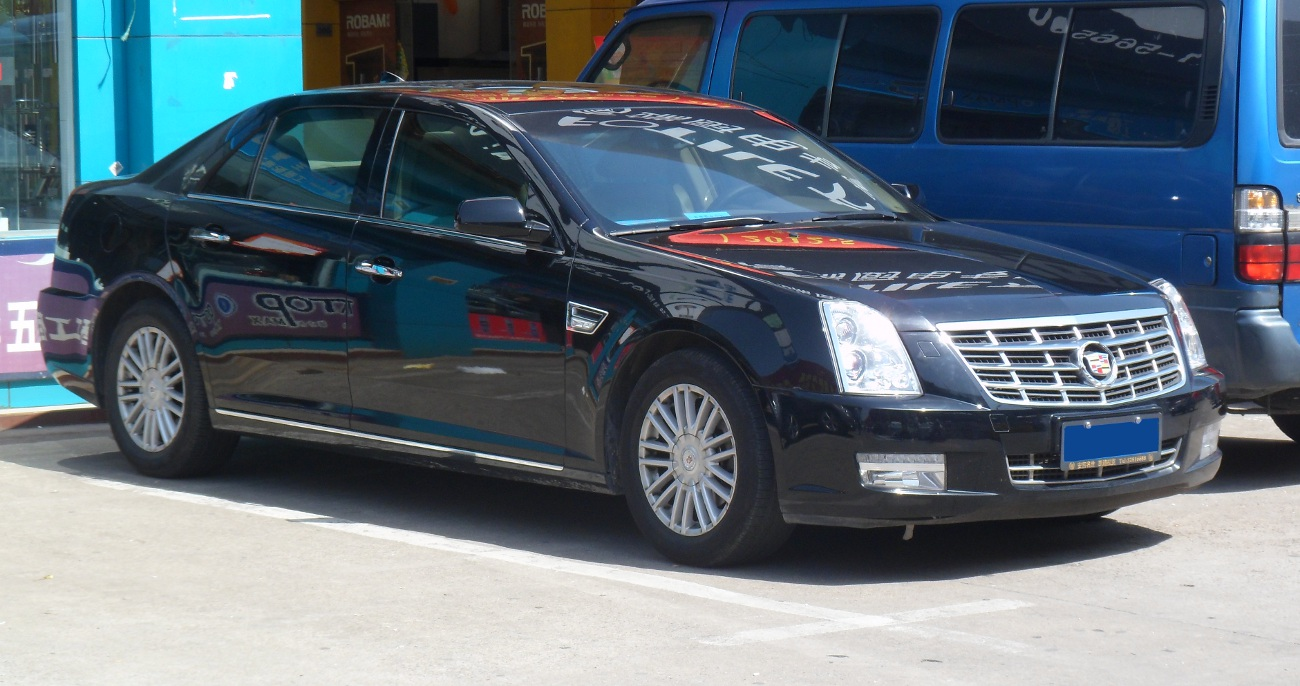
캐딜락 SLS(후기형) 정측면

중화인민공화국 시장에서만 생산, 판매된 STS의 롱 휠베이스 모델이다. 중국 시장의 쇼퍼 드리븐 수요를 충족시키기 위해 전장은 124mm를, 축거는 100mm를 늘였다. 2006년 11월에 출시되었으며, 엔진은 V6 2.8, V6 3.6, V8 4.6엔진이 제공되었다. 2009년 말에 2세대를 기반으로 페이스 리프트를 거쳤는데, 2.0 싱글터보, V6 3.0, V6 3.6까지 기존 STS보다 다양한 종류의 엔진이 제공되었다. 전기형과 후기형 모두 촘촘하고 평면적인 라디에이터 그릴로 보수적인 분위기를 살린 것이 특징이다. 첫 출시부터 2011년 5월 4일에 기반 모델인 STS의 단종 후에도 2013년 2월까지 중국 상하이에 있는 상하이 GM 공장에서 현지 생산되었다.